# Ganoblemmus flavipes
Ganoblemmus flavipes är en insektsart som beskrevs av Sjöstedt 1900. Ganoblemmus flavipes ingår i släktet Ganoblemmus och familjen syrsor. Inga underarter finns listade i Catalogue of Life.